# 189948 Richswanson
189948 Richswanson este un asteroid din centura principală de asteroizi.

## Descriere
189948 Richswanson este un asteroid din centura principală de asteroizi. A fost descoperit pe 16 octombrie 2003 la Junk Bond Observatory de David Healy (astronom). Asteroidul prezintă o orbită caracterizată de o semiaxă mare de 3,12 ua, o excentricitate de 0,24 și o înclinație de 8,8° în raport cu ecliptica.